# 花ひらく娘たち
『花ひらく娘たち』（はなひらくむすめたち）は、1969年1月11日に日活が配給した、斎藤武市監督の映画作品、主演は吉永小百合。吉永小百合扮する、恋に奥手な若きヒロインの恋愛模様を描いた作品である。

## キャスト
- 吉永小百合 : 柿崎民子
- 和泉雅子 : 柿崎加奈子
- 浜田光夫 : 坂本一雄
- 杉良太郎 : 矢口忠吉
- 沖雅也 : 柿崎大助
- 松原ノボル 	柿崎新助
- 東恵美子 : 坂本文子
- 川口晶 : 坂本恵子
- 川島育恵 	矢口和子
- 斎藤チヤ子 : 早苗
- 西恵子 : 女事務員
- 丘みつ子 : 坂正の女事務員
- 阿部琴江 	加奈子の同僚
- 神山勝 	医者
- 鶴田喜由 	先輩
- 鈴村益代 	ばあや
- 秋とも子 	女
- 清水将夫 : 柿崎良太郎
- 宇野重吉 : 坂本哲二
- 渡哲也 : 信次

## スタッフ
- 脚本 : 三木克巳、鎌田敏夫
- 撮影 : 山崎善弘
- 音楽 : 小杉太一郎
- 企画 : 坂上静翁
- 編集 : 近藤光雄
- 照明 : 高橋正博
- 原作 : 石坂洋次郎
- 主題歌 : 吉永小百合 「遠くへ行こう」
- 挿入歌 : ピンキーとキラーズ 「恋の季節」

## 併映作品
- 『青春の鐘』